# Mednogorski
Mednogorski (russisch Медного́рский) ist eine Siedlung städtischen Typs in der Republik Karatschai-Tscherkessien (Russland) mit 5960 Einwohnern (Stand 14. Oktober 2010).

## Geographie

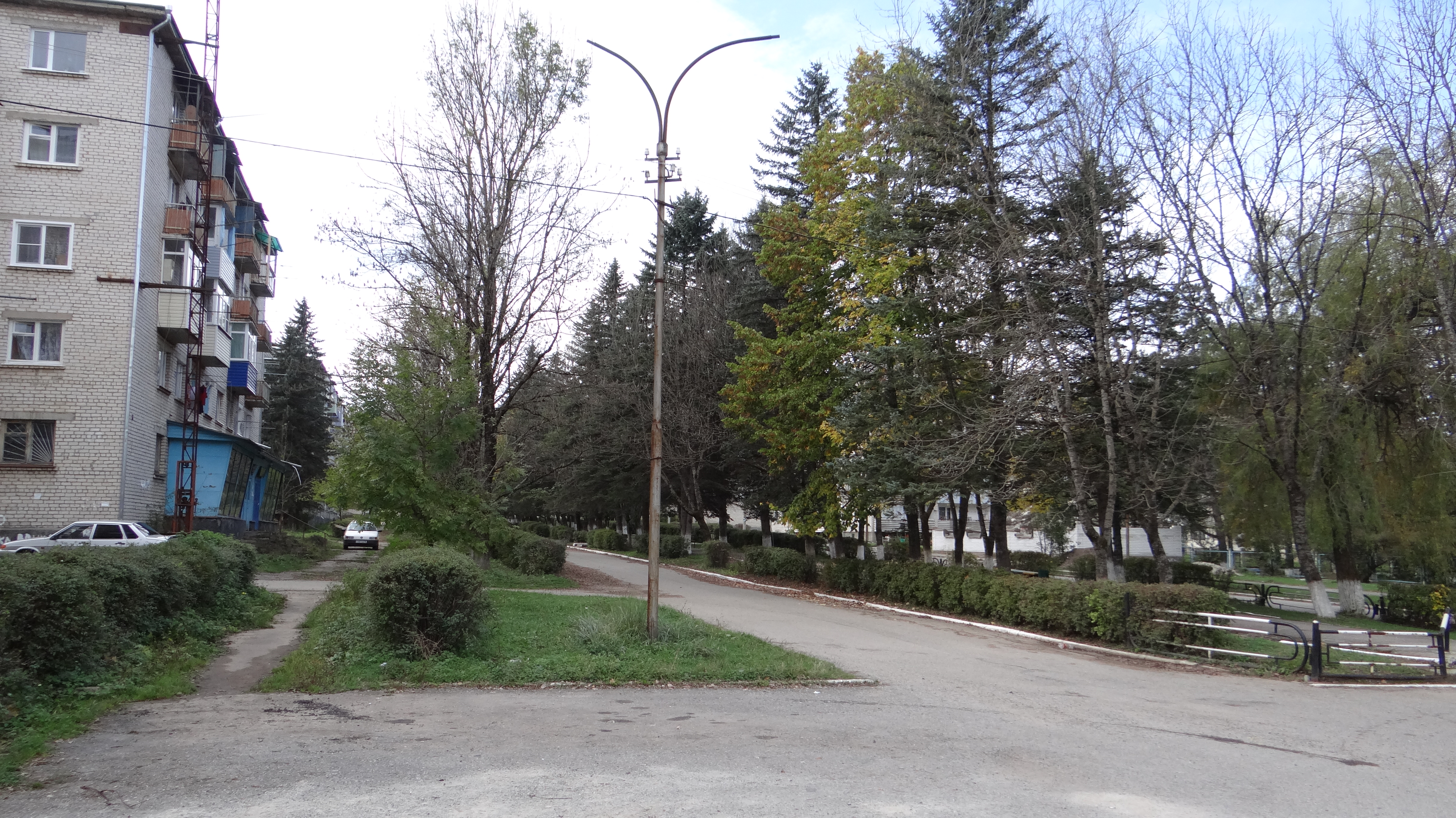
Wohnsiedlung in Mednogorski

Die Siedlung liegt im Nordteil des Großen Kaukasus, zwischen dem Skalisty-Kamm („Felsenkamm“), der sich nördlich des Ortes bis auf fast 1900 m über dem Meeresspiegel erhebt, und dem 40 km weiter südlich verlaufenden, dem Hauptkamm vorgelagerten und mehr als 3000 m hohen Abischira-Achuba-Kamm. Der knapp 80 km Luftlinie südwestlich der Republikhauptstadt Tscherkessk gelegenen Ort befindet sich am linken Ufer des Flüsschens Seroschtanka, das wenig nordwestlich in den Urup mündet.
Mednogorski gehört zum Rajon Urupski und liegt etwa vier Kilometer südlich der Ortsmitte des Rajonverwaltungszentrums, der Staniza Pregradnaja am jenseitigen Ufer des Urup. Die Siedlung ist Sitz und einzige Ortschaft der Stadtgemeinde Mednogorskoje gorodkoje posselenije. Fast 90 % der Einwohner sind ethnische Russen, unter den restlichen überwiegen Karatschaier.

## Geschichte
Der Ort wurde 1961 im Zusammenhang mit der Errichtung einer Anreicherungsfabrik für die dort geförderten Kupfererze. Entsprechend sollte die Siedlung zunächst Mednourupski oder auch Medno-Urupsk genannt werden, von russisch med für „Kupfer“ und dem Flussnamen, erhielt aber am 15. November 1965 offiziell die heutige Bezeichnung, etwa „Kupferberg(-Siedlung)“. Am 28. Oktober 1981 erhielt Mednogorski den Status einer Siedlung städtischen Typs. Der sich westlich bei nordwestlich der Siedlung über etwa zwei Kilometer entlang dem rechten Urup-Ufer erstreckende, von der UGMK kontrollierte Bergbaubetrieb Urupski GOK ist bis heute als einziges größeres Unternehmen ortsbildend.

### Bevölkerungsentwicklung
| Jahr | Einwohner |
| ---- | --------- |
| 1989 | 5516      |
| 2002 | 4309      |
| 2010 | 5960      |

Anmerkung: Volkszählungsdaten

## Verkehr
Straßenverbindung besteht zu der wenig nördlich durch Pregradnaja verlaufenden und dort den Urup kreuzenden Regionalstraße Maikop – Karatschajewsk, früher durchgehend als R256 bezeichnet, heute auf dem Territorium Karatschai-Tscherkessiens als 91K-006 ausgezeichnet. Den Urup aufwärts führt die östlich von Pregradnaja abzweigende Straße weiter bis zum Dorf Urup.
Die nächstgelegene Bahnstation ist 40 km nordwestlich Schedok bei Psebai, bereits in der Region Krasnodar, Endpunkt einer Nebenstrecke von Kurganinsk.